# Гаї (Золочівський район)
Га́ї (до 1946 року — Гаї Старобрідські) — село в Україні, у Бродівській міській громаді Золочівського району Львівської області. Село Гаї, а також Гаї-Дітковецькі, Гаї-Смоленські та Дітківці були підпорядковані Гаївській сільській раді, від 2020 року — у складі Бродівської міської громади. Населення становить 551 особа.

## Населення
За даними перепису населення 2001 року у селі мешкало 655 осіб, у 2005 році — 656 осіб, у 2022 році — 551 особа.
Мова
Розподіл населення за рідною мовою за даними перепису 2001 року був наступним:
| українська | 645 | 98,47 |
| російська  | 6   | 0,92  |
| вірменська | 3   | 0,46  |
| молдовська | 1   | 0,15  |

## Географія
Село Гаї розташоване за 107 км від обласного центру, за 43 км від районного центру та за 7 км від центру громади. Відстань до найближчої залізничної станції Броди становить 7 км.

## Історія
Перша письмова згадка про село Гаї Старобрідські (назва села до 1946 року) датується XVIII століттям. 
Під час селянських заворушень 1887 року в селі був спалений маєток пана Шапіро та господарства місцевих панів Балондюка та Котельницького. У 1930-х роках в селі діяли осередки комуністичних організацій МОДР та Сель-Робу.
За радянських часів в селі діяв колгосп «Прогрес», що спеціалізувався на вирощуванні зернових та технічних культур і на розведенні та використанні сільськогосподарських тварин. На той час в селі діяли восьмирічна школа, бібліотека, клуб, університет культури, група товариства «Знання» та низовий спортивний колектив «Колгоспник».
12 червня 2020 року, відповідно до розпорядження Кабінету Міністрів України № 718-р «Про визначення адміністративних центрів та затвердження територій територіальних громад Львівської області», село увійшло до складу Бродівської міської громади.
19 липня 2020 року, в результаті адміністративно-територіальної реформи та ліквідації Бродівського району, село увійшло до складу новоствореного Золочівського району.

## Пам'ятки
- Церква Покрови Пресвятої Богородиці споруджена у 1836 році. Мурована[12]. Пам'ятка архітектури місцевого значення під охоронним № 1556-м. Нині церква перебуває у користування двох релігійних громад села[13] — парафія УГКЦ (парох о. Андрій Семенюк)[14], чисельністю 150 вірян[13] та парафія Покрови Пресвятої Богородиці ПЦУ (парох ієрей Ігор Теслюк)[15], чисельністю 210 вірян[13].
- Монумент радянським воїнам,  демонтований у 2020 році. На його місці встановлено капличку.

## Відомі люди
- Михайло Галандюк — канадець українського походження, меценат, благодійник.
- Кушпета Омелян Олександрович — нідерландський економіст та радянознавець українського походження. Колишній голова Об'єднання українців у Нідерландах.
- Отець Іван Сірко — руський (український) греко-католицький священник (москвофіл), громадський діяч. Бродівський декан. Посол Галицького сейму 6-го скликання[16].
- Тихонюк Ганна Іллівна — українська радянська діячка, доярка колгоспу «Прогрес», депутат Верховної Ради СРСР VI скликання, Герой Соціалістичної праці[9].
- Щербина Володимир Васильович — господарський діяч, голова колгоспу «Прогрес», Герой Соціалістичної праці.
- Іван Камінський (1912-1941) — диригент церковного і світського хорів, керівник драматичного гуртка. З приходом більшовицької влади у 1939 році був на посаді управителя Народної школи в Гаях Старобрідських. Заарештований того ж року під час проведення занять. Загинув 1941 року у львівській в'язниці «Бригідки»[17].

## Галерея

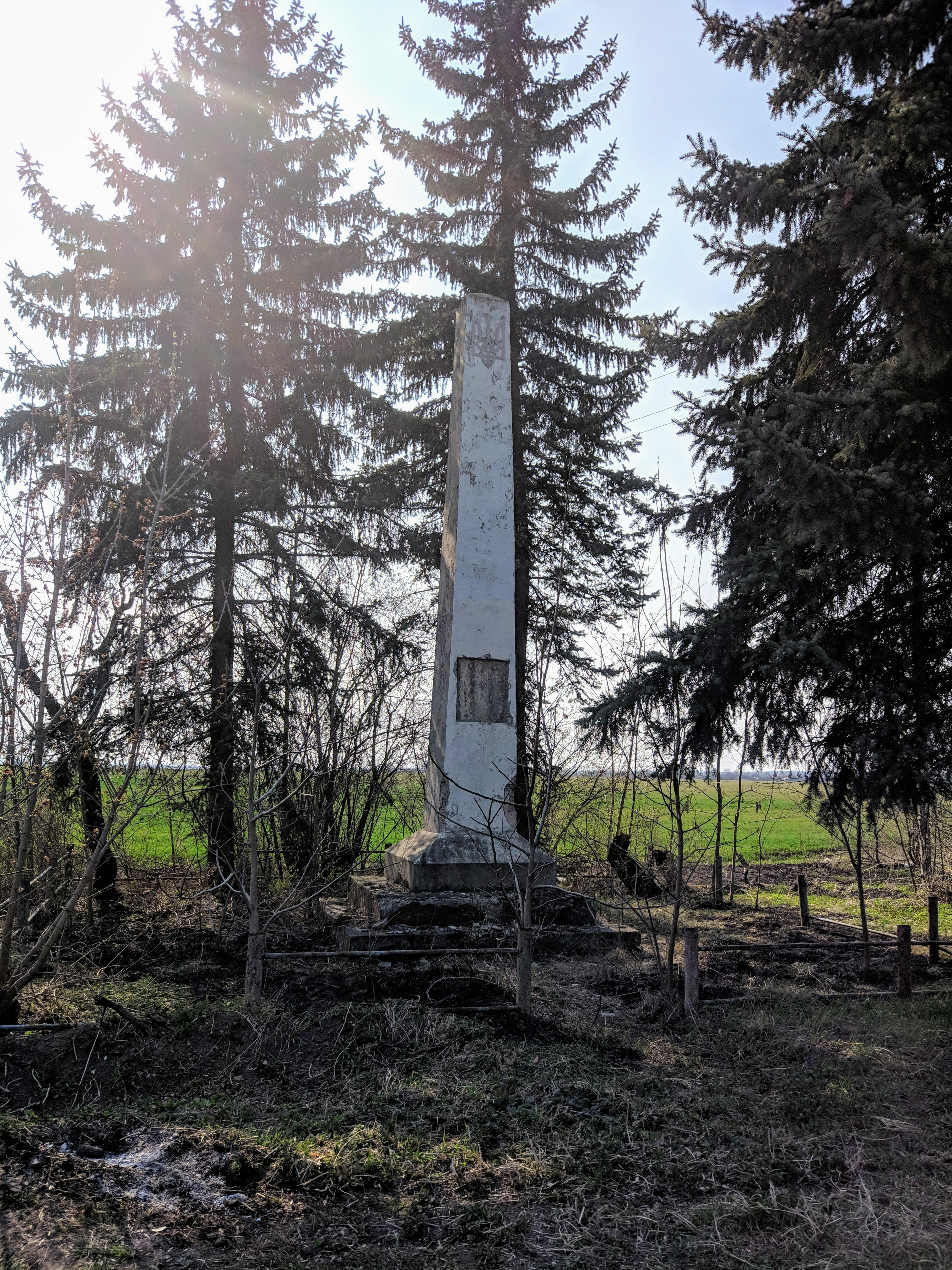
Монумент радянським воїнам